# Madonna: Dalle origini al mito
Madonna: Dalle origini al mito è un cofanetto uscito in edicola nel 2008 con il Corriere della Sera. Contiene 9 CD e 2 DVD della cantautrice Madonna.

## Album
1. True Blue
2. Like a Prayer
3. Like a Virgin
4. Madonna
5. Bedtime Stories
6. Erotica
7. Evita – edizione singola
8. I'm Breathless
9. Who's That Girl

## DVD
1. The Immaculate Collection, raccolta di videoclip dei brani contenuti nell'album omonimo
2. Ciao, Italia! - Live from Italy, riprese dal concerto di Torino del 4 settembre 1987